# زاغه انوچ
زاغه انوچ، روستایی از توابع بخش سامن شهرستان ملایر در استان همدان ایران است.

## جمعیت
این روستا در دهستان سفیدکوه قرار دارد و براساس سرشماری مرکز آمار ایران در سال ۱۳۹۵، جمعیت آن ۸۴ نفر (۳۳خانوار) بوده‌است.